# Milka Milinković
Milka Milinković (7 de abril de 1955-11 de junio de 2017) fue una deportista croata que compitió para Yugoslavia en atletismo adaptado. Ganó ocho medallas en los Juegos Paralímpicos de Verano entre los años 1972 y 1992.

## Palmarés internacional
| Representando a Yugoslavia |                                                  |                   |                        |
| Juegos Paralímpicos        |                                                  |                   |                        |
| Año                        | Lugar                                            | Medalla           | Prueba                 |
| 1972                       | Heidelberg (RFA)                                 | Medalla de plata  | 60 m silla de ruedas 4 |
| 1972                       | Heidelberg (RFA)                                 | Medalla de bronce | Jabalina 4             |
| 1980                       | Arnhem (Países Bajos)                            | Medalla de bronce | Jabalina 4             |
| 1980                       | Arnhem (Países Bajos)                            | Medalla de bronce | Peso 4                 |
| 1984                       | Nueva York (EE. UU.) Stoke Mandeville (R. Unido) | Medalla de oro    | Jabalina 3             |
| 1984                       | Nueva York (EE. UU.) Stoke Mandeville (R. Unido) | Medalla de plata  | Peso 3                 |
| 1988                       | Seúl (Corea del Sur)                             | Medalla de oro    | Peso 4                 |
| Representando a Croacia    |                                                  |                   |                        |
| Juegos Paralímpicos        |                                                  |                   |                        |
| Año                        | Lugar                                            | Medalla           | Prueba                 |
| 1992                       | Barcelona (España)                               | Medalla de bronce | Jabalina THW5          |